# Sveti Pankracije
Sveti Pankracije (grč. Πανκράτιος; Synnada, oko 289. – Via Aurelia, oko 304.), kršćanski svetac i mučenik.

## Životopis
Rodom je iz najvjerojatnije iz Synnadije, a roditelji su mu bili rimski građani. Majka mu je umrla za vrijeme poroda, a otac kada je Pankracije imao 8 godina. Od tada se za njega brinuo njegov stric Dionizije, s kojim se preselio u Rim gdje su prešli na kršćanstvo.
Pankracije je postao strastveni zagovornik nove vjere i kao četrnaestogodišnji dječak je mučen i ubijen u progonima cara Dioklecijana 304. godine. Ovaj svetac se posebno poštuje u Rimokatoličkoj Crkvi - 12. svibnja.  U Rimu postoji crkva koja nosi njegovo ime i u njoj se čuvaju ostaci velikog sveca. Tijekom Dioklecijaovog progona, oko 304. odrubljena mu je glava jer je odbio prinijeti žrtvu rimskim bogovima.
Rimski nadzornik Ottavilla oporavio je tijelo Pankracija te ga pokopao u novi grob iskopan u katakombama u Rimu. Na mjestu njegove pogibije papa Simah je izgradio baziliku. Štovanje svetoga Pankracija je po Europi najviše proširio sveti Bonifacije. Pankracije je zaštitnik katekumena i novokrštenika, prvopričesnika, mladeži, njemačkih vitezova, glavobolje itd.
Konstantin Porfirogenet spominje da u Dubrovniku u sredini grada, u crkvi sv. Stjepana, leži tijelo sv. Pankracija.

### Članci
- Nagy, Josip. 1972. Sveti Vlaho zaštitnik Dubrovnika. Crkva u svijetu. Sveučilište u Splitu - Katolički bogoslovni fakultet. Split. 7 (3): 256–270